# Chico (álbum)
| Críticas profissionais | Críticas profissionais |
| Avaliações da crítica  | Avaliações da crítica  |
| Fonte                  | Avaliação              |
| ---------------------- | ---------------------- |
| Allmusic               | [ 1 ]                  |

Chico é um disco do músico brasileiro Chico Buarque, lançado no dia 20 de julho de 2011. O álbum foi lançado em CD e em LP. O álbum teve tiragem inicial de 25 mil cópias, e vendeu mais de 80 mil cópias até o final de 2011.

## Faixas
- Fontes:[7][8]

| N.º | Título                             | Compositor(es)           | Duração |  |
| 1.  | "Querido Diário"                   | C. Buarque               | 2:44    |  |
| 2.  | "Rubato"                           | C. Buarque, Jorge Helder | 2:35    |  |
| 3.  | "Essa pequena"                     | C. Buarque               | 3:30    |  |
| 4.  | "Tipo um baião"                    | C. Buarque               | 3:29    |  |
| 5.  | "Se eu soubesse (com Thais Gulin)" | C. Buarque               | 3:24    |  |
| 6.  | "Sem você nº 2"                    | C. Buarque               | 2:55    |  |
| 7.  | "Sou eu (com Wilson das Neves)"    | C. Buarque, Ivan Lins    | 2:46    |  |
| 8.  | "Nina"                             | C. Buarque               | 3:09    |  |
| 9.  | "Barafunda"                        | C. Buarque               | 2:46    |  |
| 10. | "Sinhá (com João Bosco)"           | C. Buarque, João Bosco   | 4:01    |  |